# ميخائيل ماورو
ميخائيل ماورو (بالإنجليزية: Michael Mauro)‏ هو سياسي أمريكي، ولد في 29 سبتمبر 1948. حزبياً، نشط في Iowa Democratic Party ‏ والحزب الديمقراطي. وقد انتخب Secretary of State of Iowa ‏.